# Seedorf (Segeberg)
Pour les articles homonymes, voir Seedorf.
Seedorf est une commune allemande du Schleswig-Holstein, située dans l'arrondissement de Segeberg (Kreis Segeberg), à 15 kilomètres au nord-est de la ville de Bad Segeberg, près du Großer Plöner See. Seedorf est la commune la plus peuplée et la plus étendue des 27 communes de l'Amt Trave-Land dont le siège est à Bad Segeberg.